# Ágios Mámas (Réthymnon)
Ágios Mámas, en grec moderne : Άγιος Μάμας, est un village du dème de Mylopótamos, en Crète, en Grèce. Selon le recensement de 2011, la population d'Ágios Mámas compte 213 habitants. Il est situé à une altitude de 460 m et à 37 km de Réthymnon.

## Recensements de la population
| Recensements | 1881 | 1900 | 1913 | 1928 | 1940 | 1951 | 1961 | 1971 | 1981 | 1991 | 2001 | 2011 |
| ------------ | ---- | ---- | ---- | ---- | ---- | ---- | ---- | ---- | ---- | ---- | ---- | ---- |
| Population   | 215  | 295  | 313  | 275  | 265  | 296  | 236  | 235  | 230  | 214  | 275  | 213  |